# Anumeta
Anumeta is een geslacht van vlinders van de familie spinneruilen (Erebidae), uit de onderfamilie Erebinae.

## Soorten
- A. arabiae Wiltshire, 1961
- A. asiatica Wiltshire, 1961
- A. atrosignata Walker, 1858
- A. azelikoula Dumont, 1920
- A. cashmirensis Hampson, 1894
- A. cestina Staudinger, 1884
- A. cestis (Ménétries, 1848)
- A. ciliaria Ménétriés, 1849
- A. comosa Dumont, 1920
- A. dentistrigata Staudinger, 1877
- A. eberti Wiltshire, 1961
- A. fractistrigata Alphéraky, 1883
- A. fricta Christoph, 1893
- A. henkei (Staudinger, 1877)
- A. hilgerti (Rothschild, 1909)
- A. major Rothschild, 1913

- A. palpangularis Püngeler, 1901
- A. quatuor Berio, 1934
- A. sabouraudi (Lucas, 1907)
- A. sabulosa Rothschild, 1913
- A. spatzi Rothschild, 1915
- A. spilota (Erschoff, 1874)
- A. straminea (Bang-Haas, 1900)
- A. surcoufi Dumont, 1920